# Садукеји
Садукеји (лат. Sadducaei, od грч. Saddoukaioi, хебр. Sadhuqi) су јеврејска секта, чије име потиче од Садока, свештеника цара Давида и разликује се у неколико кључних питања од фарисеја. Одбацујући усмени закон, садукеји су прихватали само оно што у Библији изричито стоји. Они су такође одбацивали фарисејско веровање у вечност душе. За разлику од фарисеја и других јеврејских секти лакше су се мирили са губитком државне самосталности Јудеје и римске окупације, због својих сталешких интереса.
Нестали су 70. године с разарањем Јерусалимског Храма. Вероватно повезана с вишим класама, великопоседничким племством и трговцима и састављена углавном од свештеника, секта садукеја је представљала конзервативну аристократију чијим је интересима најбоље служило одржавање statusa quo, због чега нису били спремни да прихвате Исуса Христа као очекиваног месију, описаног у Старом завету. Посебно им је засметала Христова најава „рушења Храма и градња новог за три дана“, што су они дословце схватили. Све док је Храм постојао, значај ове секте био је осигуран.